# Roy Burton
Roy Burton (sinh ngày 13 tháng 3 năm 1951 ở Wantage, Berkshire) là một cựu cầu thủ bóng đá người Anh.
Ông thi đấu ở vị trí thủ môn, thi đấu 449 trận, trong 13 năm rưỡi cho Oxford United, trước khi chuyển đến Witney Town.